# The Billion Dollar Code
The Billion Dollar Code ist eine deutsche Miniserie, die für den Streaminganbieter Netflix entwickelt wurde und am 7. Oktober 2021 auf dessen Streamingdienst veröffentlicht worden ist.
Die Serie basiert auf wahren Begebenheiten. Sie behandelt unter anderem den Rechtsstreit zwischen dem Berliner Unternehmen ART+COM und Google. Inhalt der Klage von ART+COM war der Vorwurf auf Patentrechtsverletzung, in der nachgewiesen werden sollte, dass die Software Google Earth technisch auf dem von ART+COM entwickelten Terravision basiere.

## Handlung
Die Handlung von The Billion Dollar Code findet in zwei Zeitebenen statt, die sich immerzu abwechseln und gegenseitig ergänzen. Der alles umklammernde Handlungsstrang spielt in der Gegenwart und dreht sich rund um den Rechtsstreit zwischen ART+COM und Google und das inzwischen gestörte Verhältnis der ehemaligen Freunde Carsten Schlüter und Juri Müller. Die zweite Ebene besteht aus Rückblenden und bildet in chronologischer Reihenfolge die eigentliche Geschichte um die Entwicklung von Terravision ab, die Gründung von ART+COM und die Widrigkeiten, mit denen das Entwicklerteam zu kämpfen hat, bis hin zum Rechtsstreit mit dem Internetriesen Google.

### Zeitebene 1: Die Entwicklung vonTerravision
Carsten Schlüter ist in den Nachwendejahren Student an der Hochschule der Künste Berlin. Begeistert von den neuen Möglichkeiten, die sich in den frühen Neunziger Jahren durch die jüngsten Entwicklungen der Computertechnik ergeben, experimentiert er in seiner Kunst mit ambitionierten Ideen für 3D-Konzepte in der virtuellen Realität. Dabei scheitert er aber immer wieder an der mangelnden Leistungsfähigkeit damaliger PCs. In einem Berliner Szene-Club wird er daraufhin von Juri Müller angesprochen, der behauptet, Lösungen für Carstens Probleme zu kennen.
Juri ist Teil der Hackervereinigung Chaos Computer Club. Durch eine frühere Tätigkeit als Programmierer hat er noch immer unbemerkt Zugriff auf den leistungsstarken Großrechner seines ehemaligen Auftraggebers. Juri und Carsten brechen nachts in das Rechenzentrum ein, wo Juri an einer Onyx RealityEngine von Silicon Graphics seine Lösungsvorschläge demonstriert. Carsten und Juri freunden sich rasch an und befeuern sich gegenseitig mit innovativen Ideen. Beide träumen etwa davon, sich virtuell jeden beliebigen Punkt auf der Erde in 3D anschauen zu können. Die Idee zu Terravision ist geboren.
Fördergelder der damals neu gegründeten Deutschen Telekom für Kunstprojekte in Berlin machen es den jungen Männern möglich, gut ausgestattete Büros zu mieten und ein großes Team aus Computer-Nerds und Künstlern zusammenzustellen, um mit der Verwirklichung ihrer Idee zu beginnen. Ihre wichtigste Anschaffung ist eine Onyx 10000 von Silicon Graphics, seinerzeit eine der leistungsfähigsten, aber auch teuersten Grafik-Workstations weltweit.
Die Euphorie ist groß. Die Probleme durch die technischen Limits der damaligen Computertechnik erweisen sich jedoch als größer. Das Projekt droht zu scheitern, denn die Fördergelder sind an eine Deadline geknüpft: Das System soll Ende 1994 bei der ITU-Konferenz in Kyoto als Messepräsentation der Deutschen Telekom vorgestellt werden. Doch auch wenige Wochen vor der Konferenz ist es dem Team noch nicht gelungen, eine stabile Version der Software fertigzustellen. Nur durch einen cleveren Trick können die Programmierer den Geldgebern ein fast fertiges System suggerieren und sich damit Zeit für die Fertigstellung von Terravision verschaffen. Bis unmittelbar vor der Eröffnung der Konferenz arbeitet das Team – insbesondere Juri – unermüdlich an der Fertigstellung des Codes. Die Mühe zahlt sich aus: Trotz der starken Konkurrenz an Innovationen ist Terravision, das weltweit erste, komplett virtuelle, dreidimensionale Abbild der Erde, ein voller Erfolg auf der Messe. Auch Brian Anderson, Chefentwickler von Silicon Graphics, zeigt sich begeistert von dieser neuartigen Virtualisierungssoftware. Er lädt die beiden jungen Entwickler in die USA ein, wo sie ihre Arbeit präsentieren. Brian tritt gegenüber Juri als eine Art Seelenverwandter auf und verbringt viel Zeit mit ihm. Er möchte Juri anwerben, doch Carsten kann seinen Freund überzeugen, in Deutschland die Vision eines eigenen Silicon Valleys zu verfolgen.
Zurück in Deutschland versuchen Carsten und Juri Geldgeber zu finden, um das System für einen breiteren Markt weiterzuentwickeln. Die Vision: Jeder soll die Software auf seinem eigenen Computer starten und benutzen können. Die Firma ART+COM wird gegründet. Terravision wird in den USA erfolgreich zum Patent angemeldet. Die Suche nach Investoren erweist sich jedoch als schwierig, denn in Deutschland glaubt niemand an das Potential dieses Systems und dessen Zukunftsmöglichkeiten im Zusammenspiel mit dem sich rasch entwickelnden Internet.
Die Jahre vergehen, die finanzielle Situation der jungen Firma spitzt sich zu, und das Team um Juri und Carsten droht auseinanderzubrechen. Doch dann kommt die große Überraschung: Der Suchmaschinenbetreiber Google stellt seine Weltneuheit vor: den virtuellen Globus Google Earth. Bei ART+COM sind alle irritiert. Die Ähnlichkeiten von Google Earth mit Terravision sind nicht zu leugnen. Der Entwickler von Google Earth ist schnell recherchiert: Brian Anderson, der Silicon Graphics vor Jahren verlassen hat, um mit dem Schwung des Dotcom-Booms seine eigene Firma zu gründen, die mittlerweile Teil des Google-Konzerns ist. Es stellt sich heraus, dass Juri und Brian in ihrer Freundschaft über die ganze Zeit hinweg Kontakt gepflegt und sich über Terravision sowie die detaillierten Entwicklungsschritte ausgetauscht haben.
Juri und Carsten suchen den Kontakt zu Brian, um die Situation zu klären. Brian kommt nach Berlin, um das ART+COM-Team zu beschwichtigen. Mit Erfolg: Er behauptet, Google sei an einer Zusammenarbeit mit den Terravision-Entwicklern interessiert, und stellt das vermeintliche Angebot in den Raum, dass Google bereit sei, eine großzügige Ausgleichszahlung bezüglich des Terravision-Patents zu leisten. Voller Euphorie macht ART+COM ein schriftliches Angebot über drei bis fünf Millionen Dollar, geknüpft an eine weitere Zusammenarbeit. Doch bereits bei den ersten Gesprächen mit Googles Anwälten wird klar, dass es seitens Google kein ernst gemeintes Interesse für derartige Verhandlungen gibt. Man zweifle an der Patentfähigkeit von Terravision.
Vergeblich versuchen Juri und Carsten, Anwälte zu finden, die bereit wären, für ART+COM einen Rechtsstreit gegen Google zu führen. Keine Kanzlei ist bereit, die finanziellen Risiken in Millionenhöhe zu tragen. An dieser aussichtslosen Situation zerbrechen schließlich die Freundschaft zwischen Juri und Carsten und auch das Team von ART+COM.

### Zeitebene 2: Der Prozess
Viele Jahre später findet sich eine auf Patentrechtsverletzungen spezialisierte amerikanische Kanzlei, die bereit ist, den als recht aussichtslos geltenden Kampf gegen Google aufzunehmen. Die junge deutsche Anwältin Lea Hauswirth arbeitet für diese Kanzlei.
Zahlreiche andere Unternehmen waren zu diesem Zeitpunkt bereits mit ihren Patentrechtsklagen gegen den Internetriesen Google gescheitert. Google hatte aus Kalkül stets die jungen Unternehmer um Angebote gebeten, die aber mangels Selbstbewusstsein und Geschäftserfahrung nie mehr als fünf oder maximal zehn Millionen betrugen. Eine Patentrechtsklage in den USA kostet allerdings mehr als zehn Millionen, wodurch die Schadenssumme zwangsläufig in keinem Verhältnis zu den Prozesskosten stand. Auch die Angebotssumme über drei bis fünf Millionen Dollar von ART+COM liegt eigentlich weit unterhalb der Prozesskosten, doch Lea Hauswirth ist bei Recherchen auf eine Besonderheit in diesem Fall gestoßen, denn das schriftliche Angebot der Berliner Unternehmer umfasst nicht nur Patent und Lizenzierung, sondern ist explizit an eine weitere Zusammenarbeit als Bedingung geknüpft.
Damit gibt es zum ersten Mal Erfolgsaussichten für einen Rechtsstreit gegen den Internetgiganten. Lea Hauswirth kann ihr Team überzeugen, Carsten und Juri zu kontaktieren, um Klage einzureichen und schließlich den Prozess vor einem Gericht im amerikanischen Delaware zu führen. Die Vorbereitungen erweisen sich als kompliziert: Carsten und Juri haben seit dem Ende von ART+COM nicht mehr miteinander gesprochen; Juri hegt immer noch einen tiefen Groll gegen seinen ehemaligen Freund, der damals das Unternehmen in der aussichtslosen Situation verlassen hatte. Psychisch verliert Juri unter Druck schnell die Fassung. Als er in Trainingsbefragungen von seinen Anwälten gezielt mit seiner Mitgliedschaft im Chaos Computer Club konfrontiert wird, bricht er die Vorbereitungen ab und fährt zurück zu seiner Wohnung in Budapest. Bei den Anwälten regen sich Zweifel an den Erfolgsaussichten angesichts der fehlenden Belastbarkeit Juris als Zeuge, doch Lea Hauswirth kann ihre Kollegen überzeugen, an der Klage festzuhalten. Carsten folgt Juri und kann ihn schließlich dazu bewegen, nach Berlin zurückzukehren.
Die Vorbereitungen sind weitreichend: Carsten und Juri werden von einem Verhaltenspsychologen in sicherem Auftreten geschult, während ein Gutachter bedeutende Ähnlichkeiten im Code von Google Earth und Terravision feststellen kann. Der eigentliche Trumpf ist aber die Aussage Juris, Brian Anderson habe damals beim Besuch in Berlin gesagt, dass die Entwicklung von Google Earth ohne Terravision überhaupt nicht denkbar gewesen sei.
Der Prozess verläuft phasenweise durchwachsen, insgesamt aber gut für die Berliner Entwickler. Juri gewinnt an Selbstbewusstsein und kann über ehemalige Kontakte in Erfahrung bringen, dass nie ein Mitgliedsantrag von ihm beim Chaos Computer Club eingegangen ist und er damit faktisch kein Mitglied war. Das Gericht bestätigt diesen Einwand und lässt Fragen zum Chaos Computer Club, die Juri während der Trainingsbefragungen überfordert haben, nicht zu.
Doch bei der Befragung von Brian Anderson wendet sich das Blatt. Zwar würdigt jener die Arbeit Juris, streitet aber vehement ab, dass Terravision in irgendeiner Form Vorläufer oder Vorlage für die Entwicklung von Google Earth gewesen sei. Die Geschworenen urteilen schließlich gegen die Berliner Unternehmer und zugunsten des Google-Konzerns.

## Rezeption
Die FAZ nannte es „eine der interessantesten, atmosphärischsten, glaubhaftesten Serien des Jahres“, „fulminante, intelligente Unterhaltung, ja, aber ein wenig ist es auch Arbeit am Trauma“ unserer digitalen Naivität.
„Den Verantwortlichen vor und hinter der Kamera gelingt dabei Großes“, stellt N-TV in einer Kritik fest. Selten habe man deutsches Fernsehen auf einem solch hohen Niveau gesehen.
Die SZ bemerkt, dass die Miniserie „ein wenig unter handwerklichen Mängeln [leidet]. Timing und Rhythmus sind etwas hölzern. Die Schauspieler spielen so bemüht, als müssten sie einen Theatersaal von ihren Figuren überzeugen.“ Nichtsdestotrotz trage aber bereits allein die Story die vier Folgen, skizziere sie doch einmal mehr die „Kluft der Machtverhältnisse“, die heute „in einer Zeit, in der sich die Digitalkonzerne Facebook, Apple und Google immer öfter vor Gericht oder vor parlamentarischen Untersuchungsausschüssen finden“, mehr denn je auseinander klaffe.

## Trivia
- Mit Making The Billion Dollar Code wurde zeitgleich eine etwa halbstündige Featurette veröffentlicht, die Ausschnitte aus den Interviews beinhaltet, die im Vorfeld zur Serie mit Beteiligten von ART+COM geführt worden sind.
- Die Namen der Hauptfiguren wurden aus dramaturgischen Gründen geändert, um Sachverhalte zu vereinfachen und fiktive Handlungsverläufe einfügen zu können. So sind etliche damals beteiligte Entwickler an Terravision auf die Figuren Carsten Schlüter und Juri Müller zusammengeschmolzen worden,[9] unter anderen Joachim Sauter, Pavel Mayer, Axel Schmidt und Gerd Grüneis[10].
- Einer der Mitgründer von Keyhole veröffentlichte kurz nach Erstausstrahlung einen eigenen Bericht über die Anfänge der Software, in denen er dem Zeitablauf und der Interpretation der Miniserie widerspricht.[11]
- Der Film dramatisiert den Rechtsstreit, der bis 2017 andauerte. Art+Com verlor vor Gericht[12] und in der Berufung[13]. Die Filmemacher haben Teile des Prozessprotokolls verwendet, um nicht mit Google in Konflikt zu geraten[14], aber wichtige Aspekte sind völlig fiktiv oder wurden ausgelassen. 
  - In der Netflix-Serie wird die Figur Brian Anderson unter Eid zu seiner Meinung über die Terravision-Software befragt und sagt: "To be honest, it was fantastic then and fantastic now." Als Michael T. Jones aussagte, sagte er zwar: "It was fantastic then and it is fantastic now", aber er sprach über die 3D-Mausschnittstelle. Er fuhr fort: "And I liked the ball a lot, actually. But as far as the actual computer part, I was not particularly impressed with that part."[15]
  - In der Netflix-Serie wird die Figur Brian Anderson als Lügner unter Eid auf die Frage "Haben Sie Herrn Müller gesagt, dass Google Earth ohne Terravision nie möglich gewesen wäre?" dargestellt. Michael T. Jones, auf dessen Person die Figur des Brian Anderson zum Teil basiert, wurde diese Frage in Wirklichkeit nie gestellt.[16]
  - Die Netflix-Serie zeigt die Ungültigerklärung des Art+Com-Patents vor Gericht, nicht aber die Aussage von Stephen Lau, einem ehemaligen Mitarbeiter des staatlich finanzierten, gemeinnützigen Stanford Research Institute („SRI“), dessen Aussage hauptverantwortlich für die Ungültigerklärung des Patents ist.[17] Er sagte aus, dass er für das SRI eine Erdvisualisierungsanwendung namens TerraVision entwickelt hat und dass er den TerraVision-Code des SRI mit Art+Com geteilt und diskutiert hat. Sowohl das SRI- als auch das Art+Com-System nutzten eine Bildpyramide mit mehreren Auflösungen, um den Benutzern die Möglichkeit zu geben, von hohen zu niedrigen Höhen zu zoomen, und beide wurden Terravision genannt. Art+Com erklärte sich bereit, sein Produkt umzubenennen, da das von SRI das erste war. Da Art+Com in seiner Patentanmeldung nicht auf das TerraVision von SRI als Stand der Technik verwiesen hatte, wurde das Patent von Art+Com für ungültig erklärt.